# نیویورک جتز

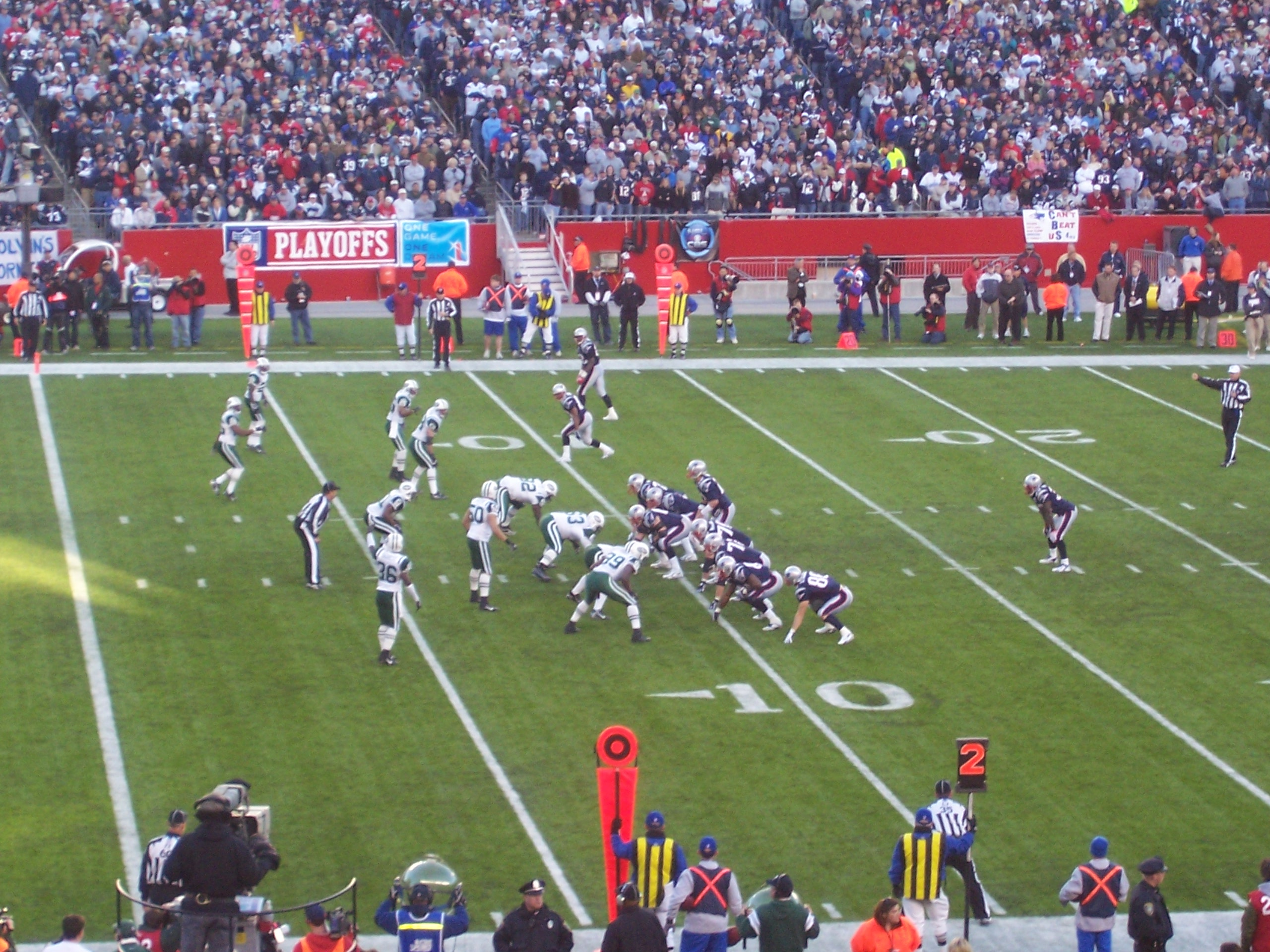

تیم فوتبال آمریکایی نیویورک جتز (به انگلیسی: New York Jets) از شهر نیویورک در ایالت نیویورک می‌باشد.
این تیم عضو لیگ ملی فوتبال آمریکا است.
ورزشگاه خانه این تیم از ۲۰۱۰ ورزشگاه مدولندز (به انگلیسی: Meadowlands Stadium) نام خواهد داشت.

## وب‌گاه رسمی
- وبگاه رسمی تیم